# Basilea Pharmaceutica
Die Basilea Pharmaceutica AG, Allschwil ist ein biopharmazeutisches Unternehmen mit Sitz in Allschwil nahe Basel, Schweiz. Basilea wurde im Jahr 2000 aus der F. Hoffmann-La Roche ausgegründet und ist seit März 2004 als eigenständiges Unternehmen an der Schweizer Börse kotiert. Als Tochtergesellschaft des Unternehmens fungiert die Basilea Pharmaceutica International AG, Allschwil, die ebenfalls im schweizerischen Allschwil ihren Sitz hat und in der die operativen Tätigkeiten des Unternehmens gebündelt sind.

## Geschichte
Das Biopharmaunternehmen Basilea Pharmaceutica entstand im Jahr 2000 als Spin-off des Pharmaunternehmens Roche.
Basilea Pharmaceutica China Ltd. (BPC) wurde 2002 gegründet und hatte bis zu ihrem Verkauf im Jahr 2021 den Sitz in der wirtschaftlich-technologischen Entwicklungszone Haimen der Stadt Nantong in der chinesischen Provinz Jiangsu nördlich von Shanghai.
Mit der Kotierung an der Schweizer Börse im März 2004 zum Preis von 98 Schweizer Franken je Aktie erzielte Basilea einen Bruttoerlös von über 200 Millionen Franken.
Im Jahr 2012 verkaufte Basilea die weltweiten Rechte des von Basilea entwickelten Dermatologie-Medikaments Toctino, das 2008 in verschiedenen Ländern Europas zugelassen und vertrieben wurde, für 216 Millionen Franken an Stiefel Labs, eine Tochterfirma des britischen Pharmakonzerns GlaxoSmithKline.
Anfang des Jahres 2013 erhielt Basilea in den USA den Orphan-Drug-Status für das Antimykotikum Isavuconazol zur Behandlung von invasiven Pilzinfektionen, dessen Wert zu diesem Zeitpunkt von Analysten auf bis zu 150 Millionen Schweizer Franken pro Jahr taxiert worden war. Die Entwicklung von Isavuconazol in Phase III erfolgte gemeinsam mit dem Arzneimittelunternehmen Astellas Pharma. Im März 2015 wurde Isavuconazol in den USA zugelassen und im Oktober desselben Jahres in der gesamten EU. In den folgenden Jahren wurde das Medikament zudem in Japan, mehreren Ländern Eurasiens, Australien und in China auf den Markt gebracht.
Im Oktober 2013 erhielt Basilea die Zulassung in zwölf europäischen Ländern, u. a. in Deutschland, für den Vertrieb des Breitband-Antibiotikums Ceftobiprol zur Behandlung bakterieller Lungeninfektionen. Ceftobiprol ist seit Ende 2023 in 32 Ländern zugelassen und wird in 21 Ländern vertrieben.
Im Jahr 2020 veräußerte Basilea die Konzernzentrale in Basel per Sale-Lease-Back an die Pensionskasse der Schweizer Bank UBS und bezog Mitte 2022 den neuen Hauptsitz in Allschwil. Der Bruttoerlös aus dem Verkauf betrug vor Gebühren und Transaktionskosten rund 19 Millionen Schweizer Franken. 2021 wurde Basilea Pharmaceutica China Ltd. an die US-amerikanische Firma PHT International verkauft. Basilea war in der onkologischen Forschung aktiv, stieg aus dem Forschungsfeld Anfang 2022 jedoch wieder aus und legte den Fokus seitdem rein auf den Bereich Antiinfektiva. Im Jahr 2023 erwarb Basilea die Rechte an dem Antimykotikum Fosmanogepix von Pfizer.
Ende 2023 war Isavuconazol in mehr als 70 Ländern auf dem Markt, darunter die Vereinigten Staaten, die meisten EU-Länder, China und Japan. Der weltweite Gesamtumsatz von Isavuconazol im Zwölfmonatszeitraum zwischen Oktober 2022 und September 2023 belief sich auf 406 Millionen CHF. Dies entspricht einem Wachstum von 22 Prozent im Vergleich zum Vorjahr.
Anfang April 2024 erteilte die US-amerikanische Gesundheitsbehörde FDA die Zulassung von Ceftobiprol für die Behandlung von Erwachsenen mit Staphylococcus aureus-Blutstrominfektionen (Bakteriämie), einschließlich solcher mit rechtsseitiger infektiöser Endokarditis. Zudem hat die FDA das Medikament für die Behandlung von akuten bakteriellen Haut- und Hautstrukturinfektionen erwachsener Patienten sowie von erwachsenen und pädiatrischen Patienten im Alter von drei Monaten bis unter 18 Jahren mit ambulant erworbener bakterieller Lungenentzündung zugelassen.

## Unternehmensstruktur
Im Geschäftsjahr 2023 erwirtschaftete die Basilea Pharmaceutica AG, Allschwil einen Firmenumsatz in Höhe von 157,6 Millionen Schweizer Franken und beschäftigte 147 Mitarbeitende. Seit dem Geschäftsjahr 2022 erzielt Basilea durchgehend Betriebs- und Konzerngewinne.
Neben der Firmenzentrale im schweizerischen Allschwil ist Basilea mit Tochtergesellschaften in Grossbritannien und Deutschland vertreten.
Basilea kooperiert mit Lizenz- und Vertriebspartnern in über 100 Ländern.

## Produkte
Die Forschungs- und Entwicklungstätigkeit der Gesellschaft konzentriert sich auf Arzneimittel zur Behandlung schwerer, resistenter bakterieller Infektionen und lebensbedrohlicher, invasiver Pilzerkrankungen.
Basileas Produkte zielen auf bisher unzureichend behandelbare Krankheiten. Das Unternehmen vertreibt folgende Produkte ausschließlich über Lizenz- und Vertriebspartner:
Ceftobiprol (Handelsname Zevtera/Mabelio) ist ein Breitband-Antibiotikum, das intravenös verabreicht wird und das bei ambulant erworbener Lungenentzündung (CAP) und im Spital erworbener Lungenentzündung (HAP) bei Erwachsenen zum Einsatz kommt. Es weist eine aktive Wirkung gegen das Bakterium Staphylococcus aureus (MRSA), darunter auch Methicillin-resistente Stämme, und gegen Bakterien des Penicillin-resistenten Streptococcus pneumoniae (PRSP) sowie gegenüber gramnegativen Erregern wie Enterobacteriaceae auf.
Isavuconazol (Handelsname Cresemba) ist ein intravenös und oral verabreichbares Antimykotikum für die Behandlung von Patienten mit invasiver Aspergillose und invasiver Mukormykose.
Astellas ist für die Vermarktung von Cresemba in den USA zuständig, während der Pharmakonzern Pfizer den Vertrieb in den meisten Ländern Europas übernimmt und darüber hinaus Cresemba in China und dem asiatisch-pazifischen Raum vermarktet. In der MENA-Region ist Hikma Pharmaceuticals LLC Basileas Vertriebspartner und Knight Therapeutics Inc. vertreibt das Antimykotikum Cresemba in Südamerika.